# Stade José-Pedro-Damiani
Le stade José Pedro Damiani, plus connu sous le nom de Las Acacias, est un stade de football basé à Montevideo, en Uruguay. Il peut accueillir jusqu'à 12 000 personnes.

## Histoire
Inauguré le 19 avril 1916 lors du derby Peñarol – Nacional, le stade José Pedro Damiani accueille les matches du club jaune et noir pendant quelques années, avant d'être remplacé par l'Estadio Pocitos puis le stade Centenario, érigé en vue de la Coupe du monde de football de 1930.
Rénové en 1997, il reçoit désormais les équipes de jeunes du club de la capitale, ainsi que sa réserve.
Il porte le nom de l'ancien homme politique et président du Club Atlético Peñarol, José Pedro Damiani (es).